# トランザクション処理性能評議会
トランザクション処理性能評議会（トランザクションしょりせいのうひょうぎかい、Transaction Processing Performance Council）は、コンピュータ関連の有力企業が集まり、データベースのトランザクションに関して実際のシステムに近い性能指標を作成する目的で設立された非営利団体。略称はTPC。TPCによって策定された指標(ベンチマーク)のうち現在有効な物TPC-App,C,Hである。過去にはTPC-A,B,D,R,Wなどがあったが、現在では利用されていない。現行のオンライントランザクション処理を対象としたTPC-Cの後継としてTPC-Eの仕様が2007年3月19日に公開された。またデシジョンサポート処理を対象としたTPC-DSのドラフトが現在起草されている。